# Guerra civile dello Yemen (2014)
La guerra civile dello Yemen del 2014 è un conflitto in corso cominciato il 16 settembre 2014 tra le fazioni che dichiarano di costituire il legittimo governo dello Yemen, insieme ai loro alleati.
Le forze degli Huthi, che controllano la capitale Sana'a e sono alleate con le forze fedeli all'ex presidente Ali Abdullah Saleh, si sono scontrate con le forze leali al governo di Abd Rabbuh Mansur Hadi, con sede ad Aden.
Anche al-Qāʿida nella Penisola Arabica (AQAP) e gli affiliati yemeniti dello Stato Islamico (ISIS) hanno eseguito attacchi, ed AQAP controlla porzioni di territorio nella parte centrale del Paese e lungo la costa.
Il 19 marzo 2015, dopo aver preso il controllo della capitale Sana'a nel settembre 2014 e aver costretto Hadi alle dimissioni e alla fuga ad Aden tra gennaio e febbraio 2015, gli Huthi hanno lanciato un'offensiva per estendere il loro controllo nelle province meridionali. Il 25 di marzo l'offensiva degli Huthi, alleati con forze militari fedeli a Saleh, è arrivata alle porte di Aden, la sede del governo di Hadi; Hadi è fuggito in Arabia Saudita lo stesso giorno. Il giorno seguente, una coalizione militare guidata dall'Arabia Saudita è intervenuta militarmente con attacchi aerei contro gli Huthi per restaurare il deposto governo di Hadi.
Secondo l'ONU, tra marzo 2015 e aprile 2016 fra 7 400 e 16 200 persone sono morte in Yemen, di cui civili fra 4 125 e 10 000, e 500 morti in Arabia Saudita. Secondo il presidente dell'Alto commissariato delle Nazioni Unite per i diritti umani, la coalizione a guida saudita ha causato il doppio delle vittime civili rispetto a tutte le altre forze messe insieme, quasi tutte in conseguenza degli attacchi aerei.

## Antefatto
Ansar Allah (a volte italianizzato come Ansarullah), conosciuto popolarmente come Huthi, un gruppo zaidista con origini nel montagnoso governatorato di Sa'da, sul confine settentrionale con l'Arabia Saudita, dà il via a un'insurrezione contro il governo yemenita nel 2004. L'intensità del conflitto registra molti alti e bassi nel corso degli anni 2000, con molteplici accordi di pace negoziati e successivamente ignorati.
Su un fronte separato, nel 2007 gli yemeniti meridionali cominciano ad invocare la secessione del Sud attraverso la protesta pacifica, che viene però brutalmente tacitata da parte delle forze governative. Nel frattempo, l'insurrezione Huthi s'infiamma nuovamente nel 2009, sconfinando per breve tempo nella vicina Arabia Saudita, ma si acquieta ancora l'anno successivo, dopo che viene firmato un nuovo cessate il fuoco col governo yemenita. Durante le prime fasi della rivolta yemenita nel 2011, il leader Huthi ʿAbd al-Malik al-Ḥūthī dichiara che il suo gruppo sostiene e appoggia le dimostrazioni che chiedono le dimissioni del presidente 'Ali 'Abd Allah Saleh. Più tardi nel corso dell'anno, non appena Saleh si prepara a lasciare l'incarico, gli Huthi assediano il villaggio a maggioranza sunnita di Dammaj nel nord dello Yemen, mossa necessaria per il raggiungimento dell'autonomia virtuale di Sa'da.
Il boicottaggio Huthi delle elezioni a candidato unico all'inizio del 2012 ha lo scopo di conferire ad 'Abd Rabbih Mansur Hadi un mandato di due anni di ufficio. Partecipano ad una Conferenza di Dialogo Nazionale, ma negano il sostegno ad un accordo finale nei primi mesi del 2014, che estenderebbe il mandato di Hadi per un altro anno. Nel frattempo, il conflitto tra gli Huthi e le tribù sunnite dello Yemen settentrionale si diffonde in altri governatorati, tra cui il governatorato di Sana'a entro la metà del 2014. Dopo diverse settimane di proteste di piazza contro l'amministrazione Hadi, che aveva stabilito tagli ai sussidi per il gruppo, gli Huthi scendono in armi contro le forze dell'esercito yemenita sotto il comando del generale Ali Mohsen al-Ahmar. Dopo una breve battaglia, i combattenti Huthi riescono a prendere il controllo di Sana'a, la capitale yemenita, nel mese di settembre 2014. Gli Huthi costringono così Hadi ad accettare un duro accordo per porre fine alle violenze, in cui si sanciscono le dimissioni del governo attuale e, per gli Huthi, un livello d'influenza senza precedenti sulle istituzioni e sulla politica yemenita.
Nel mese di gennaio 2015, insoddisfatti dalla proposta di dividere il paese in sei regioni federali, i combattenti Huthi catturano il complesso presidenziale a Sana'a. Si impongono le dimissioni immediate del presidente 'Abd Rabbih Mansur Hadi e dei suoi ministri. La leadership politica Huthi annuncia poi lo scioglimento del parlamento e la formazione di un Comitato Rivoluzionario per governare il paese, il 6 febbraio 2015.
Il 21 febbraio, un mese dopo essere stato confinato dai militanti Huthi nella sua residenza di Sana'a, Hadi scappa dalla capitale e ripara ad Aden, l'ex capitale dello Yemen del Sud. In un discorso televisivo dalla sua città natale, dichiara che il golpe Huthi è illegittimo e avverte che rimane lui il presidente costituzionale dello Yemen. Il suo predecessore, Ali Abdullah Saleh - che era stato ampiamente sospettato di aver aiutato gli Huthi durante il loro insediamento di Sana'a l'anno precedente - denuncia pubblicamente Hadi e gli chiede di andare in esilio.

### Accuse di appoggio esterno
Gli Huthi sono stati a lungo accusati di essere dei burattini nelle mani dell'Iran, dal momento che entrambi seguono lo sciismo (anche se gli iraniani hanno dodici Imam sciiti e gli Huthi hanno cinque Imam sciiti.) Stati Uniti e Arabia Saudita hanno affermato che gli Huthi ricevono armi e addestramento dall'Iran. Gli Huthi e il governo iraniano hanno negato ogni affiliazione. Anche la nazione africana dell'Eritrea è stata accusata di rifornire gli Huthi di materiale iraniano, oltre ad offrire assistenza medica per i combattenti Huthi feriti. Il governo eritreo ha definito le accuse "infondate" e ha detto, dopo lo scoppio delle ostilità, che considera la crisi yemenita "una questione interna". Documenti da wikileaks suggeriscono che funzionari degli Stati Uniti ritengono privatamente che le accuse di sostegno iraniano agli Huthi sono state gonfiate dal governo yemenita per motivi politici.
Il governo yemenita, nel frattempo, ha goduto di notevole sostegno internazionale, in particolare dagli Stati Uniti e dalle monarchie del Golfo Persico. Attacchi di droni statunitensi sono stati condotti regolarmente in Yemen durante la presidenza di Hadi a Sana'a, di solito con obiettivo i leader locali di Al Qa'ida nella Penisola Arabica. Gli Stati Uniti sono stati anche un importante fornitore di armi al governo yemenita, anche se secondo il Pentagono, materiale del valore di centinaia di milioni di dollari è scomparso dal momento in cui è stato consegnato. L'Arabia Saudita ha fornito aiuti finanziari allo Yemen fino alla fine del 2014, sospesi durante la conquista di Sana'a e la crescente influenza Huthi sul governo yemenita.

## Cronologia dei fatti

### Offensiva dei ribelli su Aden e inizio dell'intervento saudita (marzo-aprile 2015)

#### Battaglia per l'aeroporto di Aden
Il 19 marzo 2015 i ribelli sciiti Huthi, guidati dal generale Abd al-Hafiz al-Saqqaf, attaccarono l'aeroporto internazionale di Aden, ma furono respinti dall'esercito yemenita leale al presidente Hadi e costretti a ritirarsi a Sana'a; quindi, bombardarono in rappresaglia il Palazzo presidenziale provvisorio di Aden, capitale provvisoria dello Yemen dato che Sana'a era sotto controllo degli Huthi.

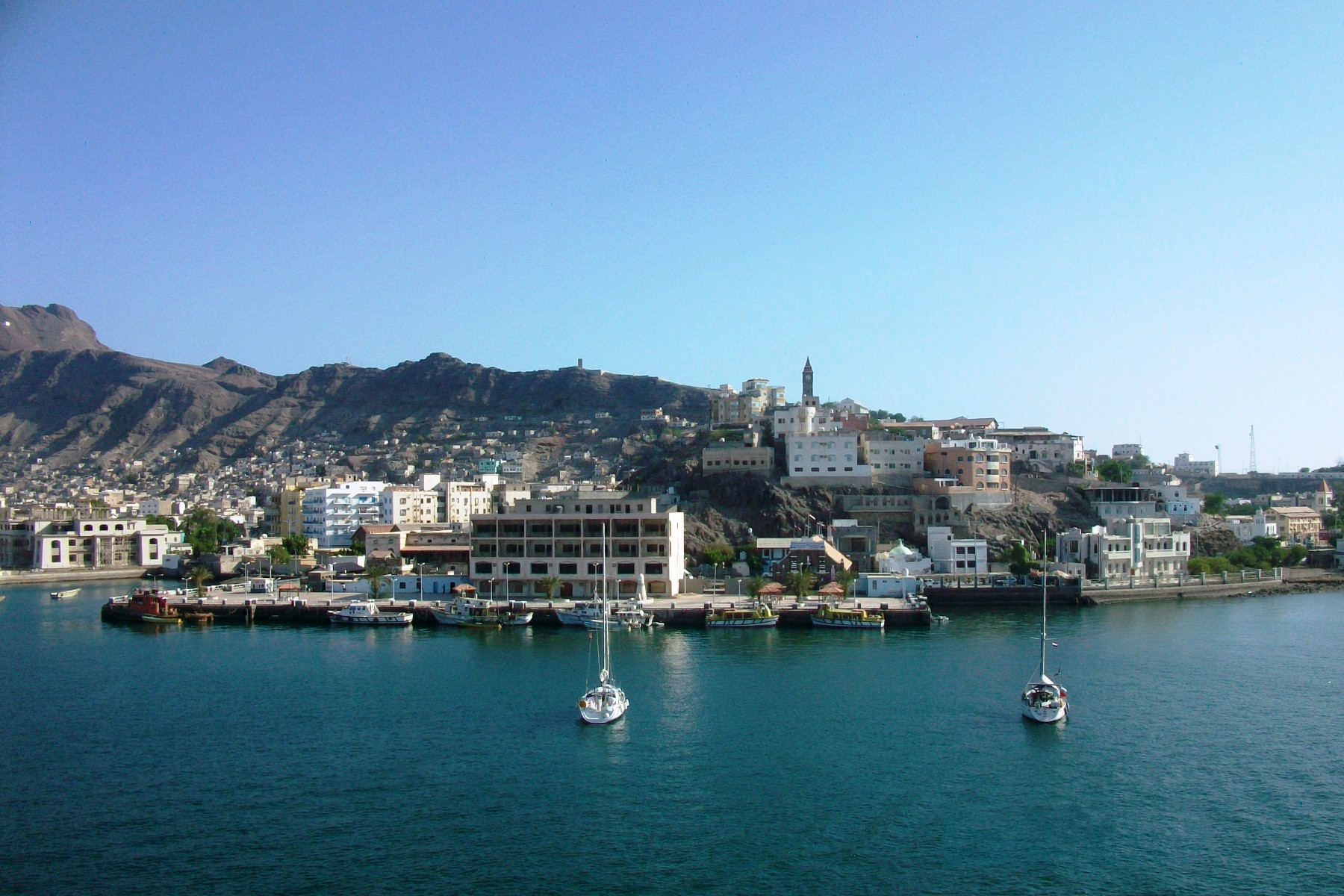
Aden

Il giorno seguente 20 marzo 2015, in risposta all'offensiva sciita verso sud, furono eseguiti due attentati terroristici contro le moschee sciite di Sanaa e Sada, che causarono la morte di 145 civili sciiti, rivendicati dall'ISIS.
Il leader degli Huthi, ʿAbd al-Malik al-Ḥūthī, proclamò in un discorso televisivo il dovere di mobilitarsi contro i terroristi di al-Qaeda nella Penisola Arabica ed i loro alleati, tra cui annoverò lo stesso governo Hadi, dichiarando che la loro offensiva non era diretta contro i cittadini dello Yemen meridionale.
Lo stesso giorno, militanti di al-Qaeda occuparono il distretto di al Houta, nel governatorato di Lahij, uccidendo 20 soldati yemeniti, prima di esserne nuovamente espulsi.
Il giorno seguente, 21 marzo, il presidente Hadi dichiarò in televisione: "Noi ripristineremo la sicurezza nel Paese e isseremo la bandiera dello Yemen a Sana'a, al posto della bandiera iraniana", e dichiarò ufficialmente Aden "capitale economica e temporanea" dello Yemen a causa dell'occupazione Huthi di Sana'a, promettendo di riconquistarla.

#### Conquista di Ta'izz
A Sana'a il Comitato Rivoluzionario degli Huthi nominò il generale Hussein Khairan come Ministro della Difesa e lo pose al comando dell'offensiva militare verso Aden. Il giorno seguente 22 marzo, le milizie Huthi, affiancate da truppe fedeli all'ex presidente Saleh, avanzarono verso sud e occuparono l'importante città di Ta'izz (terza città dello Yemen per grandezza) incontrando scarsa resistenza, e facendo un morto e cinque feriti.
I media occidentali cominciarono a parlare di una guerra civile nello Yemen, in quanto i ribelli del nord avevano iniziato a invadere le città lealiste del sud.
Il 24 marzo, gli Huthi si scontrarono con le truppe lealiste presso la città di Al-Dali', conquistandone diversi edifici amministrativi, ma venendone poco tempo dopo scacciati dalle forze lealiste. La battaglia di Al-Dali' continuò nei giorni seguenti, in contemporanea al proseguire dell'avanzata degli Houthi verso Aden.

#### Conquista di Lahij
Il 24 marzo, pesanti combattimenti scoppiarono anche nel governatorato di Lahij, dove gli Huthi avanzarono fino alla località di Dar Saad, a 20 km a nord di Aden, al punto che ufficiali militari yemeniti paventarono un'imminente disgregazione dell'esercito governativo, incalzato dai ribelli su cinque diversi fronti. L'aeroporto internazionale di Aden sospese tutti i voli.
Il 25 marzo i ribelli completarono la conquista di Lahij, sulla strada per Aden, e catturarono il Ministro della Difesa Mahmud al-Subaihi, tra i principali luogotenenti di Hadi, che fu trasferito come prigioniero a Sana'a. L'esercito dei ribelli Huthi e pro-Saleh raggiunse la periferia di Aden, cominciando la battaglia per la conquista della città. La XXXIX Brigata corazzata dei ribelli conquistò l'aeroporto internazionale di Aden e la base aerea militare di al Anad, a 60 km da Aden, abbandonata dalle truppe statunitensi USSOCOM. Il presidente Hadi abbandonò la capitale temporanea Aden, fuggendo via mare, e arrivando il giorno seguente in aereo nella capitale saudita Riad, accolto dal principe Mohammad bin Salman.
Il 24 marzo, in risposta alle voci che l'Arabia Saudita sarebbe potuta intervenire in Yemen, il comandante degli Huthi, Ali al-Shami, ventilò la minaccia di invadere il Paese, non soltanto fino alla Mecca, ma fino a Riyadh.
La notte tra il 25 e il 26 marzo, l'Arabia Saudita iniziò un intervento militare a fianco di otto altri Stati arabi e con il supporto logistico degli Stati Uniti contro gli Huthi, bombardando le loro posizioni in tutta Sana'a. I Paesi del Consiglio di cooperazione del Golfo (con l'eccezione dell'Oman) annunciarono con una dichiarazione congiunta la decisione di intervenire contro gli Huthi nello Yemen, su richiesta del governo di Hadi. Poche ore dopo l'inizio dell'operazione, il re saudita Salman dichiarò che la Reale Aeronautica Saudita aveva il pieno controllo dello spazio aereo yemenita. Gli attacchi aerei avevano lo scopo di ostacolare l'avanzata degli Huthi verso Aden, roccaforte di Hadi nello Yemen meridionale.
Al Jazeera riportò che Mohammed Ali al-Huthi, un comandante Huthi, nominato in febbraio Presidente del Comitato Rivoluzionario, era stato ferito in un attacco aereo su Sana'a nella prima notte di bombardamenti.
L'Iran condannò gli attacchi aerei condotti dai sauditi e reclamò la fine immediata degli attacchi contro lo Yemen.
L'Arabia Saudita chiese che anche il Pakistan impegnasse le sue forze, ma il Parlamento del Pakistan deliberò di rimanere neutrale, pur accettando di fornire supporto, in conformità con una risoluzione del Consiglio di sicurezza delle Nazioni Unite, spedendo navi da guerra per imporre un embargo sulle armi contro gli Huthi.

#### Posizione della Lega araba
In Egitto, il ministro degli esteri yemenita invocò un intervento militare della Lega araba contro gli Huthi. Il presidente egiziano Abdel Fattah al-Sisi lanciò l'idea di una forza militare unificata della Lega araba, la quale ne annunciò in seguito la formazione per rispondere al conflitto in Yemen e in Libia.

#### Battaglia di Aden
Il 26 marzo, in contemporanea con l'inizio dei bombardamenti sauditi in Yemen, l'esercito lealista dello Yemen contrattaccò all'avanzata ribelle su Aden, mentre l'artiglieria bombardò la base aerea di Al Anad, mettendone in fuga alcuni ribelli. Anche i bombardamenti aerei sauditi colpirono la base di Al Anad. Nonostante il supporto saudita ai lealisti, l'offensiva dei ribelli nel sud continuò.
Nei giorni successivi, gli Huthi e le forze militari loro alleate circondarono Aden, pur incontrando una forte resistenza da parte dei lealisti e dei residenti armati della città. La resistenza dei lealisti continuò anche nel governatorato di Lahij, con imboscate alle linee di rifornimento degli Huthi verso Aden, come l'attentato del 28 marzo in cui una mina stradale uccise 25 miliziani Huthi diretti ad Aden.
Il 29 marzo, nonostante i bombardamenti aerei della coalizione saudita e quelli delle navi egiziane dislocate nel mar Rosso, i ribelli Huthi attaccarono il centro della capitale meridionale, e il 2 aprile entrarono nel palazzo presidenziale temporaneo di Hadi; i combattimenti proseguirono nei distretti Crater e Mu'alla.
Gli scontri proseguivano anche a Al-Dali', dove il 31 marzo intervennero, sul fronte opposto ai ribelli, anche milizie del secessionista Movimento per il Sud, e il 1º aprile un'intera brigata ribelle fu annientata dai bombardamenti sauditi, mettendone in fuga il comandante e i superstiti.
La campagna di bombardamenti della coalizione saudita fu dichiarata ufficialmente conclusa il 21 aprile, con l'ulteriore dichiarazione degli ufficiali sauditi che avrebbero iniziato l'Operazione Restoring Hope come una combinazione di sforzi politici, diplomatici e militari per porre fine alla guerra. Tuttavia gli attacchi aerei contro obiettivi Huthi continuarono, come pure gli scontri ad Aden e a Al-Dali', che fu riconquistata dai lealisti entro maggio.
A partire da maggio, vi furono notizie di un piccolo contingente straniero ad Aden, schierato sul fronte lealista, ma l'Arabia Saudita negò la presenza di proprie truppe di terra, e il governo di Hadi sostenne trattarsi di forze speciali yemenite addestrate nel Golfo Persico. Grazie al sostegno saudita, comunque, il governo riprese gradualmente il controllo della città, consentendo in luglio ai primi aiuti umanitari di raggiungere la città portuale.

#### Stretto di Bab el Mandeb
L'offensiva dei ribelli Huthi nel sud minacciò anche lo strategico stretto di Bab el-Mandeb, un corridoio vitale attraverso il quale passa gran parte del commercio marittimo mondiale.
Dopo aver conquistato il 24 marzo il porto di Mokha,, il 31 marzo gli Huthi conquistarono una base militare costiera sullo stretto di Bab el Mandeb, dopo aver costretto alla resa la XVII Divisione Corazzata dell'esercito lealista, e nei giorni seguenti installarono armi pesanti e natanti da guerra nell'isoletta di Perim.
Il 2 aprile il fatto fu denunciato dal Ministro degli Esteri di Gibuti, Mahamud Ali Yussuf, che lo definì "un grave pericolo" per il suo Paese e per il traffico marittimo sia commerciale che militare.

#### Governatorato di Abyan
Nei giorni successivi all'ingresso ad Aden, i ribelli ottennero anche una serie di vittorie ad est di Aden, nel governatorato di Abyan, conquistando all'esercito locale le città costiere di Shuqra e Zinjibar, ma incontrando, in particolare a partire dal mese di agosto, la resistenza delle forze lealiste pro-Hadi e soprattutto delle milizie di al-Qāʿida nella Penisola Arabica.
Il 13 aprile, la milizia meridionale riprese il controllo della base militare di Balhaf, in precedenza controllata dai ribelli Huthi.

#### Governatorato di Shabwa
Nei giorni successivi all'ingresso ad Aden, i ribelli Huthi si estesero verso est anche nel governatorato di Shabwa, combattendo nel distretto petrolifero di Usaylan le tribù sunnite locali, in un'area dove è radicata la presenza di organizzazioni jihadiste come Al-Qaeda nella Penisola Arabica (AQAP) e Ansar al-Shari'a. Il 29 marzo, i combattimenti causarono la morte di 30 miliziani ribelli e soltanto 8 combattenti delle tribù sunnite lealiste. Il 9 aprile, gli Huthi riuscirono a conquistare Ataq, capitale del governatorato, con l'appoggio di capi tribù e funzionari della sicurezza locali.

#### Altri Governatorati
Scontri tra i ribelli Huthi e tribù sunnite leali a Hadi si verificarono, sin dall'inizio dell'offensiva, anche nel governatorato di Ma'rib, con 6 combattenti tribali lealisti uccisi il 22 marzo, e nel governatorato di al-Bayda', con 15 combattenti ribelli Huthi e 5 combattenti tribali lealisti uccisi il 23 marzo. Nel governatorato di Ma'rib morirono, tra il 2 e il 21 aprile, complessivamente 150 miliiziani ribelli e 27 combattenti tribali lealisti.
Il 3 aprile, anche l'ambasciata etiope a Sana'a fu colpita da un bombardamento durante gli scontri tra ribelli e governativi, tuttavia non vi furono feriti.
Il 7 aprile, ribelli Huthi accampati nel sud del governatorato di Ibb furono messi in fuga da milizie leali a Hadi e costretti ad abbandonare le loro armi.
Il 17-18 aprile, i ribelli Huthi e le milizie loro alleate attaccarono la base militare governativa di Taizz; gli scontri che ne seguirono lasciarono oltre 30 morti sul campo, di cui almeno 8-16 lealisti, 14-19 ribelli e 3 civili, anche se il numero definitivo dei morti fu 85; il giorno seguente 19 aprile, gli scontri portarono all'uccisione di altri 10 ribelli e 4 lealisti.

#### Al Qaida nella Penisola Arabica
Approfittando della guerra civile in corso, il gruppo jihadista Al-Qaeda nella Penisola Arabica, già presente da decenni anche con vere e proprie basi militari nella parte orientale dello Yemen, nel governatorato di Hadramawt, a partire dal 2 aprile 2015 conquistò all'esercito governativo locale la città di Al Mukalla, scacciandovi l'esercito regolare e liberando 300 detenuti dal carcere, tra cui un leader locale di al Qaeda.
Due giorni dopo, dei combattenti tribali locali, alleati di Hadi, circondarono Al Mukalla e ripresero il controllo di una parte della città a seguito di scontri sia con i miliziani di al-Qaeda che con truppe dell'esercito yemenita. Al termine degli scontri, circa metà della città rimase sotto il controllo di al-Qaeda. Tale organizzazione riuscì anche a conquistare un posto di frontiera con l'Arabia Saudita, a seguito di un attacco in cui morirono due soldati. Il 9 aprile 2015, al-Qaeda conquistò anche la città di al-Siddha, che era stata tenuta dagli Huthi nei due mesi precedenti.

#### Lotta al terrorismo nello Yemen
Già dalla metà degli anni 2000, nell'ambito della guerra al terrorismo, gli Stati Uniti hanno eseguito uccisioni mirate di militanti e ideologi jihādisti nello Yemen, anche se il governo degli Stati Uniti non ha confermato il coinvolgimento in attacchi specifici condotti da droni.
Durante la guerra civile nello Yemen, gli attacchi dei droni volti a eliminare leader di Al-Qaeda nella Penisola Arabica sono continuati, ad esempio nel maggio 2015 due importanti figure di AQAP, Ibrahim al-Rubeish e Nasser bin Ali al-Ansi, furono uccisi da attacchi dei droni statunitensi nelle vicinanze di Al Mukalla.

### Prima tregua e ripresa dei combattimenti (maggio - dicembre 2015)

#### Cessate il fuoco

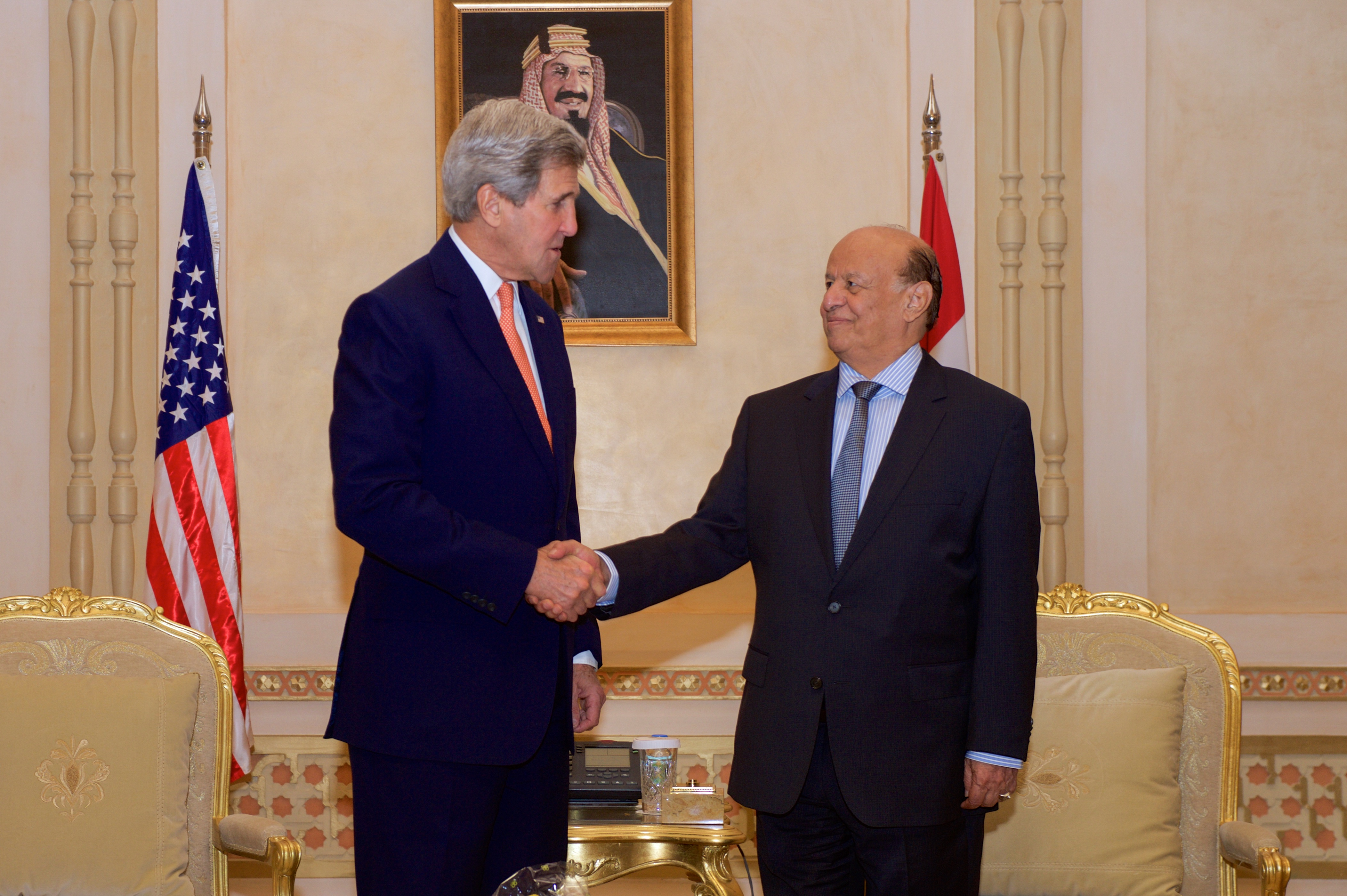
Il presidente dello Yemen 'Abd Rabbih Mansur Hadi incontra il segretario di Stato USA John Kerry a Riad il 7 maggio 2015

Il 10 maggio 2015 un cessate il fuoco di cinque giorni proposto da Arabia Saudita fu accettato dagli Huthi e loro alleati, finalizzato a consentire la distribuzione di aiuti umanitari alla popolazione. La tregua iniziò il 12 maggio consentendo la consegna di cibo, acqua, soccorsi medici e carburante in tutto il Paese. Tuttavia, nel quarto giorno della tregua (16 maggio), scoppiarono nuovi combattimenti nel sud del Paese, in cui morirono almeno 3 civili ad Aden e 12 a Taizz, e decine di soldati di entrambi gli schieramenti, tra cui almeno 12 governativi e 26 ribelli

#### Riconquista del governatorato di Aden
La coalizione filogovernativa proseguì l'offensiva, detta operazione Golden Arrow, e riuscì nei mesi seguenti a riprendere il controllo del governatorato di 'Adan e della capitale del sud, Aden.
Il 21 luglio fu possibile, per la prima volta dopo quattro mesi di assedio della città, l'attracco al porto di una nave dell'ONU per la consegna di aiuti umanitari, seguita da una nave emiratina che consegnò materiale medico. Un team tecnico degli Emirati Arabi Uniti riparò inoltre la torre di controllo e il terminal passeggeri dell'aeroporto di Aden, pesantemente danneggiati dai combattimenti dei mesi precedenti, consentendo il 22 luglio l'atterraggio di un aereo militare saudita carico di aiuti di emergenza, seguito da uno emiratino due giorni dopo.
Il 4 agosto, le forze filogovernative riconquistarono dai ribelli Huthi la base aerea di Al-Anad.
Ripreso il controllo del governatorato di 'Adan, le forze della coalizione pro-Hadi avanzarono verso ovest nel governatorato di Ma'rib. Il 4 settembre gli Huthi lanciarono missili contro una base militare governativa a Ma'rib, colpendo un deposito di munizioni e uccidendo 60 soldati, di cui 45 emiratini, 10 sauditi e 5 bahreiniti.. La coalizione rispose intensificando i raid aerei contro gli Huthi e i loro alleati partigiani di Ali Abdallah Saleh.

#### Iniziativa di tregua omanita
Secondo vari media l'Oman, unico Paese del Golfo estraneo alla coalizione saudita nonché Paese confinante dello Yemen, presentò un piano di tregua di 7 punti ad Iran e Arabia Saudita. L'Oman già in passato aveva giocato un ruolo vitale come ponte tra Teheran e l'Occidente, durante i negoziati sul nucleare e godeva di buone relazioni sia con l'Iran, sia coi suoi vicini del CCG. Si ventilava l'ipotesi che l'Oman fosse promotore di una mediazione per un cessate il fuoco di 24 ore, anche se alcuni analisti paventavano che potesse portare le trattative verso posizioni più rigide.
La proposta di tregua si articolava sui seguenti punti:
- ritiro dei ribelli (Huthi e dei partigiani dell'ex presidente 'Ali 'Abd Allah Saleh) da tutte le città yemenite e riconsegna all'esercito yemenita di armi e munizioni;
- reinsediamento del presidente 'Abd Rabbih Mansur Hadi e del governo di Khalid Bahah;
- indizione di elezioni parlamentari e presidenziali anticipate;
- accordo firmato da tutte le parti yemenite;
- conversione di Ansar Allah in un partito politico;
- conferenza di aiuti internazionali a cui partecipassero gli Stati donatori;
- ingresso dello Yemen nel Consiglio di cooperazione del Golfo.

Tuttavia tale iniziativa non ebbe esito positivo.

#### Presenza dell'ISIS e prosecuzione degli scontri
A seguito dello scoppio della guerra civile, anche l'organizzazione terroristica Stato islamico reclamò diverse province nello Yemen e invitò i suoi seguaci a fare la guerra contro gli Huthi e contro gli zayditi in genere. I militanti dell'ISIS condussero attacchi bomba in varie parti del Paese, come quelli alle moschee sciite a Sana'a del 20 marzo.
Il 6 ottobre 2015, i militanti dell'IS condussero una serie di attentati suicidi ad Aden in cui morirono 15 soldati filogovernativi. Gli attacchi erano diretti contro l'Hotel al-Qasr, quartier generale degli ufficiali governativi, e contro strutture militari. Prima della rivendicazione ufficiale da parte dello Stato Islamico, ufficiali emiratini avevano attribuito le devastazioni ai razzi lanciati dalle forze leali agli Huthi e a Saleh.
Il 16 ottobre, gli Huthi presero il controllo di una base militare nella città di Mukerian, a sud di Al-Bayda'. Il 17 ottobre, l'Arabia Saudita confermò lo sbarco di truppe sudanesi ad Aden, allo scopo di rafforzare le forze della coalizione. Il 27 ottobre un raid saudita rase al suolo un ospedale di Medici senza frontiere nel distretto ribelle di Haydan.
A novembre, i ribelli Houthi presero il controllo di Damt, nel governatorato di al-Dali', e delle basi di Dhubab, Taʿizz e Madariba nel governatorato di Lahij, minacciando di riconquistare la base di Al-Anad. L'importante città di Taʿizz continuava ad essere assediata dai ribelli.
Il 10 dicembre la coalizione pro-Hadi riconquistò la strategica isola di Hanish sul mar Rosso.

### Seconda tregua e ripresa dei combattimenti (dicembre 2015-febbraio 2016)

#### Negoziati di Ginevra
L'8 dicembre 2015 si giunse a un accordo per colloqui di pace a Ginevra ed una tregua sul campo nei giorni 14-21 dicembre. Il cessate il fuoco entrò in vigore il 15 dicembre, mentre le delegazioni del governo di Hadi, degli Huthi e del Congresso Generale del Popolo arrivavano a Ginevra. Nonostante alcune violazioni del cessate il fuoco, iniziarono gli scambi di prigionieri, ma si giunse a uno stallo per lo scambio dei comandanti.

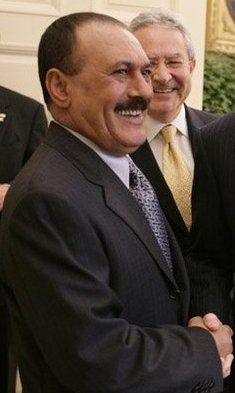
L'ex presidente yemenita Saleh, alleato degli Huthi.

Nel quarto giorno della tregua (18 dicembre), le forze filogovernative avanzarono nel governatorato di Sana'a, riconquistando le città di Al Hazm e Harad, e in seguito Gebel al-Salb, giungendo in vista di Nihm, a 40 km dalla capitale dei ribelli Sana'a.
Il 20 dicembre fu pianificato un nuovo round di negoziati per il 14 gennaio 2016, mentre il cessate il fuoco fu prolungato di una settimana, sebbene fu richiesta la supervisione di un comitato di sorveglianza internazionale. I combattimenti tuttavia ripresero, nonostante l'appello dell'ONU per un cessate il fuoco permanente, causando 31 morti il 26 dicembre. Il giorno seguente, gli Huthi impedirono la fornitura di aiuti umanitari a un ospedale nella città assediata di Ta'izz e l'ex presidente 'Ali 'Abd Allah Saleh dichiarò di rifiutare ogni ulteriore dialogo con il presidente Hadi, e di voler proseguire i negoziati esclusivamente con l'Arabia Saudita.
Il 29 dicembre, il Kuwait annunciò l'invio di truppe di terra. Il 2 gennaio 2016 il cessate il fuoco, già ripetutamente violato, terminò ufficialmente. L'ONU fece un appello per il suo ristabilimento, ma il governo yemenita minacciò di cacciare dal Paese il rappresentante ONU per i diritti umani, che aveva denunciato abusi del governo.

#### Offensiva governativa verso Sana'a
Il 6 gennaio 2016, le forze lealiste avanzarono dal confine saudita conquistando il porto di Midi, controllato dagli Huthi dal 2010; gli Huthi risposero con attentati nella città e nel circondario.
Il 10 gennaio un bombardamento saudita colpì un ospedale di Medici senza frontiere nello Yemen del nord controllato dagli Huthi, causando sei morti. Il 14 gennaio gli Huthi liberarono il Ministro dell'Istruzione tecnica, a seguito di accordi.
Il 12 febbraio le forze lealiste riuscirono a penetrare nel governatorato di Sana'a conquistando il distretto di Nihm e la sede della 312ª brigata, uccidendo decine di Huthi, e proseguendo l'avanzata nelle città e villaggi adiacenti.
Il 23 febbraio il Presidente della Repubblica, 'Abd Rabbih Mansur Hadi, nominò come vicecomandante delle Forze armate yemenite Ali Mohsen al-Ahmar.Il 24 febbraio il governo yemenita accusò Hezbollah di dispiegare propri miliziani alla frontiera con l'Arabia saudita a fianco degli Huthi. Il 25 febbraio una risoluzione non vincolante del Parlamento europeo invitò a un embargo sulle armi contro l'Arabia Saudita, per il suo coinvolgimento nella guerra in Yemen.

#### Offensiva governativa verso Ta'izz
Il 25 gennaio 2016 il governo di Hadi si stabilì definitivamente a Aden, mentre i ribelli attaccavano con missili la base aerea di Al-Anad. La seconda battaglia di Aden fu rivolta anche contro le organizzazioni jihadiste ISIS e AQAP, che controllavano alcuni quartieri della città.
A nord di Aden, la città di Ta'izz era ancora assediata dai ribelli. La coalizione governativa riuscì a rompere l'assedio e far arrivare agli abitanti viveri ed armi in gennaio, sebbene soltanto in alcuni quartieri; altri aiuti giunsero in febbraio, quando anche la Croce Rossa ottenne di poter consegnare tonnellate di forniture medicali in città per la prima volta dall'agosto 2015, nonostante il tentativo saudita di impedirne l'accesso ai quartieri occupati dai ribelli.

#### Offensiva di Al-Qaida nello Yemen del Sud
Dal 2 dicembre 2015 al 20 febbraio 2016, anche al-Qāʿida nella Penisola Arabica, a partire dalla città di Al Mukalla, conquistata nell'aprile 2015, avanzò contro i ribelli nel governatorato di Abyan, conquistando le città costiere di Zinjibar e Jaar e l'intero Abyan meridionale, riunendolo al territorio di Al Mukalla; all'inizio di febbraio aveva anche conquistato le città di Azzan e Habban, nel governatorato di Shabwa.

### Terza tregua (marzo-agosto 2016)

#### Negoziati Huthi-Sauditi

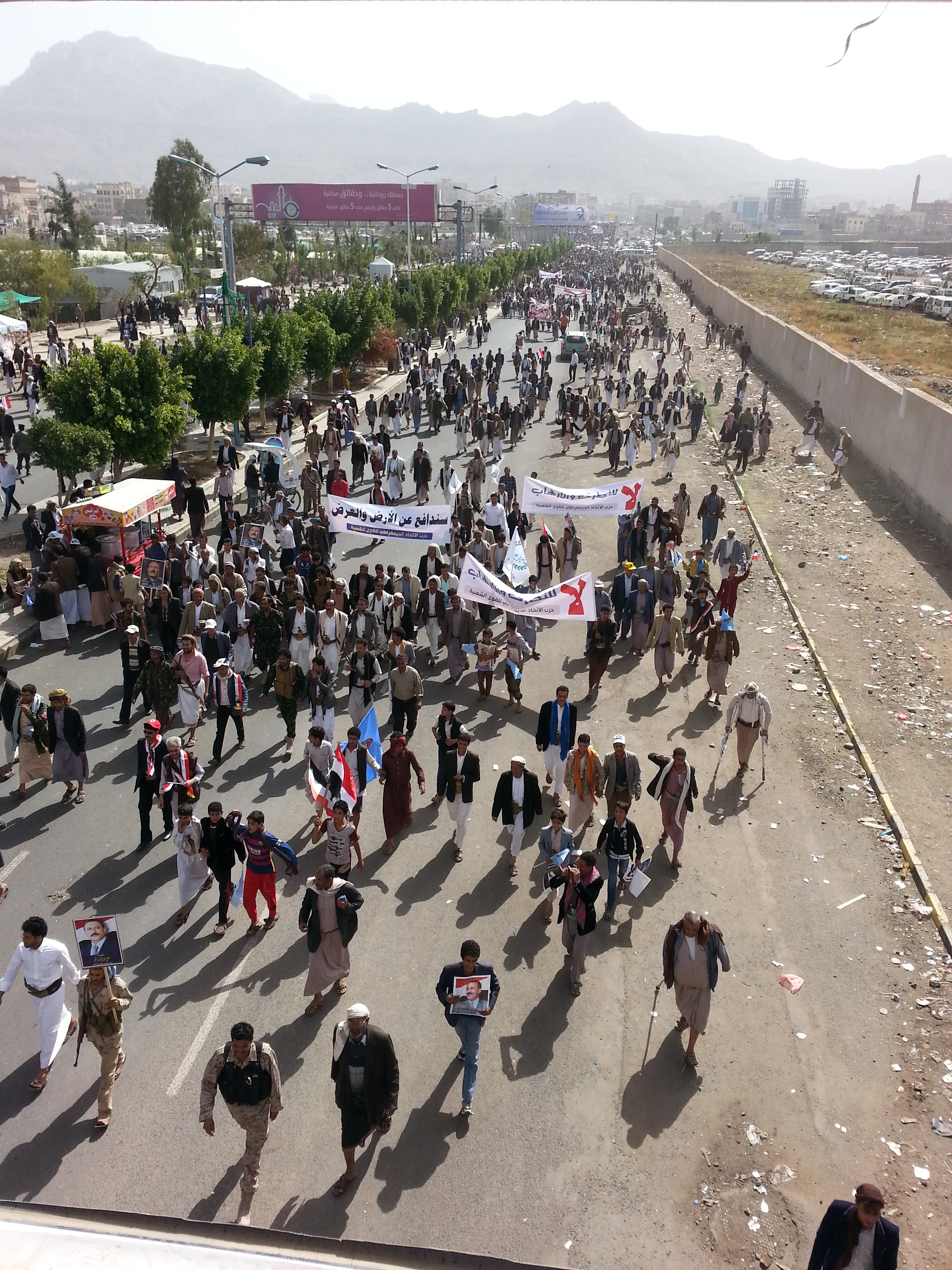
Manifestazione di protesta in Sana'a, nel primo anniversario dall'inizio dell'intervento saudita (26 marzo 2016)

A marzo 2016, gli Huthi iniziarono accordi bilaterali con l'Arabia saudita, riducendo gli scontri alla frontiera yemenita-saudita, mentre i bombardamenti sauditi furono sospesi per una settimana. L'8 marzo, una delegazione degli Huthi si recò in Arabia saudita per prendere parte a negoziati bilaterali, che portarono a un primo scambio di prigionieri, un soldato saudita contro sette yemeniti.
L'Iran annunciò la propria disponibilità a sostenere i ribelli, che tuttavia rifiutarono ogni ingerenza iraniana. Il 18 marzo la coalizione saudita annunciò la cessazione dei bombardamenti.
Nonostante la tregua tra gli Huthi e la coalizione saudita, l'esercito governativo del presidente Hadi continuò nei giorni seguenti ad attaccare gli Huthi, procedendo verso Baihan, nel governatorato di Shabwa, e verso Harib, nel governatorato di Ma'rib.
Il 23 marzo furono pianificati negoziati di pace tra il governo yemenita e i ribelli per il 18 aprile, da tenersi in Kuwait, con una tregua sul campo a partire dal 10 aprile.
Il 26 marzo, nell'anniversario dell'inizio dell'intervento saudita in Yemen, gli Huthi organizzarono una grande manifestazione di protesta anti-Saudita a Sana'a, mentre l'ex presidente 'Ali 'Abd Allah Saleh dichiarò di voler effettuare un accordo di pace con i sauditi. Il 28 marzo ebbe luogo un secondo scambio di prigionieri, nove soldati sauditi contro 109 yemeniti.
Il 29 marzo l'esercito yemenita lanciò un'offensiva dal porto di Midi verso sud-est, in direzione del centro cittadino, nel governatorato di Sa'da, ma 60 soldati governativi perirono in un'imboscata; nei giorni seguenti l'esercito yemenita avanzò anche nel governatorato di al-Jawf, conquistando le località di al-Zalaq e al-Hadhba, mentre gli Huthi ripresero i lanci di missili su Ma'rib, uno dei quali cadde su un ospedale, causando la morte di tre civili.
Il 5 aprile la Marina statunitense intercettò una nave iraniana carica di armi destinate ai ribelli Huthi.

#### Cessate il fuoco
Il 10 aprile 2016 entrò in vigore il cessate il fuoco: si impegnarono a rispettare la tregua separatamente le forze della coalizione saudita, l'esercito yemenita, attraverso il capo di Stato maggiore Mohammed Ali al-Makdachi, e gli Huthi, sotto gli auspici del mediatore dell'ONU. Vi furono violazioni della tregua tra l'esercito yemenita e i ribelli Huthi, mentre alla frontiera saudita il contesto restava di calma, in quanto la coalizione saudita aveva interrotto i bombardamenti da un mese. Il cessate il fuoco avrebbe dovuto consentire l'arrivo di aiuti umanitari.
Il 13 aprile gli Huthi attaccarono i territori riconquistati dall'esercito yemenita nel governatorato di Sana'a, a Nihm, dove un loro cecchino uccise il generale yemenita Sayd al Hur; il giorno seguente morirono negli scontri 13 soldati yemeniti. Il 18 aprile combattimenti ebbero luogo anche nel governatorato di Ma'rib, con la morte di almeno 5 soldati governativi e 8 ribelli.
Ad Aden, intanto, vi furono manifestazioni del secessionista Movimento per lo Yemen del Sud, alla presenza del governatore Aydarus al Zubaydi.

#### Consolidamento di Al-Qaida
Nell'aprile 2016, l'esercito yemenita e truppe alleate emiratine attaccarono anche i territori controllati da Al-Qaida nei governatorati orientali, con scontri violenti che videro la morte di oltre 800 militanti qaedisti, sebbene Al-Qaida riuscì a riprendere interamente il controllo di Al Mukalla, suo quartier generale.

#### Negoziati in Kuwait
Il 22 aprile iniziarono i negoziati in Kuwait, con 4 giorni di ritardo a causa del ritardato arrivo della delegazione Huthi. Le parti formarono il 5 maggio delle commissioni per affrontare i punti da discutere e si accordarono il 10 maggio sulla liberazione di metà dei loro rispettivi prigionieri, tuttavia il governo di Hadi rifiutò la proposta dei ribelli di formare un governo di unità nazionale sotto la loro guida.
Nel frattempo, il 1º maggio gli Huthi presero possesso di una base militare nel governatorato di Amran; il 9 maggio le forze della coalizione attaccarono la base di Amran occupata dai ribelli. Gli Huthi risposero con il lancio di un missile in territorio saudita, intercettato dal sistema di difesa. Il 29 maggio scoppiarono nuovi scontri nel governatorato di Shawba, con decine di morti su entrambi i fronti. Il 16 giugno gli Emirati Arabi Uniti minacciarono di ritirarsi dal conflitto.
Il 18-19 giugno vi furono scambi di prigionieri a Ta'izz ed a al-Bayda.
Il 21 giugno gli Huthi conquistarono un monte nel governatorato di Lahij presso la base aerea di Al-Anad, quartier generale delle truppe della coalizione.
Il 30 giugno le discussioni furono aggiornate al 15 luglio, mentre ripresero i combattimenti sul campo. Il 10 luglio il presidente yemenita Hadi annunciò di non voler proseguire i colloqui di pace, mentre sul campo vi era una escalation dei combattimenti. Il 17 luglio i negoziati comunque ripresero, ma il 20 luglio si verificarono nuovi combattimenti sul campo. Il 21 luglio il Kuwait invitò le parti a pervenire a un accordo entro due settimane o a lasciare il Paese.
Il 27 luglio un attentato a Ma'rib provocò sette morti.
Il 28 luglio gli Huthi e la fazione pro-Saleh del Congresso Generale del Popolo proclamarono un Consiglio Supremo di dieci membri, per dirigere il Paese con una presidenza collegiale composta di un presidente e un vicepresidente, mentre la delegazione del governo abbandonò i negoziati.
Il 30 luglio il mediatore dell'ONU convinse le parti a prolungare i negoziati di una settimana; il giorno seguente il governo yemenita approvò un progetto di accordo che prevedeva il ritiro dei ribelli dalle città da essi controllate e la consegna delle armi alle autorità, invitando i ribelli a firmarlo entro il 7 agosto; gli Huthi rifiutarono la proposta e il 1º agosto la delegazione lealista abbandonò definitivamente i negoziati e il Kuwait.
Il 2 agosto un doppio attentato suicida colpì una base militare governativa a Habilayn, nel governatorato di Lahij, causando la morte di almeno 6 soldati e il ferimento di 12, alcuni dei quali gravi. Il 6 agosto i negoziati furono ufficialmente chiusi.

### Ripresa dei combattimenti (agosto 2016-dicembre 2018)

#### Bombardamenti sauditi
Il 9 agosto 2016 la coalizione saudita riprese i bombardamenti contro gli Huthi, causando la chiusura dell'aeroporto della capitale Sana'a, e la morte di 16 operai di un'industria alimentare colpita da una bomba.
Il 14 agosto un bombardamento colpì una scuola, uccidendo 10 bambini e ferendone 30, secondo Medici senza frontiere. 
Il 15 agosto la coalizione saudita autorizzò i voli umanitari delle agenzie dell'ONU ad atterrare all'aeroporto di Sana'a. Nei giorni seguenti nuovi bombardamenti sauditi colpirono un ospedale di Medici senza frontiere, provocando la morte di 19 persone. L'ONG dichiarò di essere stata colpita già quattro volte, e decise di ritirarsi dallo Yemen del nord, essendo il rischio divenuto troppo elevato. La coalizione saudita annunciò l'apertura di un'inchiesta, invitando l'ONG a riconsiderare la sua decisione.
Il 29 agosto l'organizzazione Stato islamico eseguì un attentato suicida ad Aden, che causò 71 morti e 98 feriti tra le nuove reclute dell'esercito governativo.
Tra il 31 agosto e il 2 settembre i raid aerei della coalizione saudita nel governatorato di Sa'da causarono la morte di almeno 25 ribelli, in maggioranza donne e bambini.
Il 14 settembre il generale delle Forze speciali degli Huthi, Hassan al-Malsi, fu ucciso dopo un tentativo di intrusione nella frontiera saudita.
Nei giorni seguenti fu fermato dal governatore di Marib un carico di armi destinato ai ribelli Huthi, proveniente dall'Iran attraverso l'Oman e l'Hadramawt.
Tra il 24 agosto e il 24 settembre 2016 vi furono inoltre diversi bombardamenti statunitensi con droni, che uccisero 23 membri di Al-Qaida. 
Il 18 ottobre un drone americano attaccò un convoglio di quattro veicoli uccidendo 8 membri di Al-Qaida, a Al-Rawda, nel governatorato di Shabwa.

#### Formazione di un governo degli Huthi
A seguito del fallimento dei negoziati in Kuwait, 90-140 membri della Camera dei Deputati di Sana'a, con il Presidente della Camera, Yahya Ali al-Raie, si riunirono in assemblea e votarono all'unanimità la fiducia al Consiglio supremo degli Huthi, pur senza raggiungere il quorum di 151 su 300. Il governo di Aden condannò l'accaduto come un golpe militare, e domandò agli organismi internazionali di congelare gli averi della Banca Centrale dello Yemen, la cui sede era a Sana'a, e nominarne una nuova direzione con sede a Aden.
Anche l'ONG Amnesty International censurò gli Huthi e i loro alleati, per aver arrestato arbitrariamente almeno 65 membri della minoranza bahai in diverse retate. Il 20 agosto si svolse a Sana'a una manifestazione sciita a sostegno del Consiglio supremo degli Huthi e di Saleh, con decine o centinaia di migliaia di persone.
Il 4 settembre riaprì la raffineria di Aden, un anno dopo la riconquista della città, permettendo di mettere fine alla penuria di elettricità. Il 18 settembre la sede della Banca centrale dello Yemen fu trasferita ad Aden, il cui governo era internazionalmente riconosciuto. 
A Sana'a, invece, gli Huthi incaricarono il Primo Ministro Abdel Aziz ben Habtur, un ex sostenitore di Hadi (come lo era il Presidente del Parlamento, Yahya Ali al-Raie), di formare un governo; il 4 ottobre egli formò un governo di 27 Ministri, che tuttavia non venne riconosciuto dalle Nazioni Unite né da altri Paesi.
Il governo federale di Aden del premier Ahmed ben Dagher venne avversato anche dal governatore di 'Adan al Zubaydi, che in settembre formò ad Aden un Consiglio delle province meridionali, e dai separatisti del Movimento per lo Yemen del Sud, che organizzarono il 4 ottobre una manifestazione antigovernativa ad Aden ed annunciarono la creazione di un Consiglio politico del Sud per il 14 dicembre (anniversario dell'insurrezione del 1964 contro il protettorato britannico su Aden), invitando la popolazione a tenere una grande manifestazione in quella data. Un'altra manifestazione il 7 ottobre a Zinjibar domandò le dimissioni del governatore di Abyan.

#### Nuova offensiva governativa su Sana'a
L'esercito governativo intanto riconquistò la città di al-Ghayl, nel governatorato di al-Jawf, e quella di Nihm, nel governatorato di Sana'a.
L'8 ottobre la coalizione Restoring Hope dell'Arabia Saudita bombardò la folla radunatasi a Sana'a durante un funerale, causando oltre 140 morti e 525 feriti, tra cui 19 generali e una dozzina di ufficiali, secondo il coordinatore umanitario dell'ONU in Yemen, Jamie McGoldrick. La coalizione negò inizialmente di essere coinvolta, in seguito dichiarò di essersi trattato di un errore; a seguito del fatto, gli Stati Uniti annunciarono un "esame immediato" del loro sostegno alla coalizione. In rappresaglia i ribelli Huthi effettuarono dei lanci di missili contro l'Arabia saudita. Il sindaco di Sana'a, Abdel Kader Hilal, fu anch'egli tra i morti.
Il 12 ottobre, l'esercito governativo (milizie della "Resistenza Popolare") riprese la località frontaliera di Al-Buqah, a seguito di un assalto lanciato dal territorio saudita. Il 13 ottobre, in risposta a lanci di missili avvenuti nei giorni precedenti 9-12 ottobre contro navi statunitensi operanti nella zona, anche le forze armate statunitensi effettuarono tre lanci di missili da crociera "Tomahawk" contro siti controllati dai ribelli Huthi. Il 17 ottobre il presidente Hadi accettò un cessate il fuoco di 72 ore, interrotto due giorni dopo da violenti combattimenti nei dintorni di Sana'a e nei governatorati di Omran, di Hajja e di Marib, con almeno 35 morti.

#### Offensiva governativa verso al-Hudayda
Il 7 ottobre 2016, il Primo Ministro Ahmed ben Dagher dichiarò che la priorità delle milizie della "Resistenza Popolare" avrebbe dovuto essere riprendere il controllo di Ta'izz e di Al-Hudayda prima di avanzare verso Sana'a. Questi governatorati si estendono lungo la costa occidentale dello Yemen e costituiscono la principale via di accesso a rifornimenti alimentari verso il territorio governato da Sana'a. Il 21 febbraio 2017, l'ONU annunciò che oltre 7 milioni di yemeniti, circa il 25% della popolazione, erano prossimi alla fame.

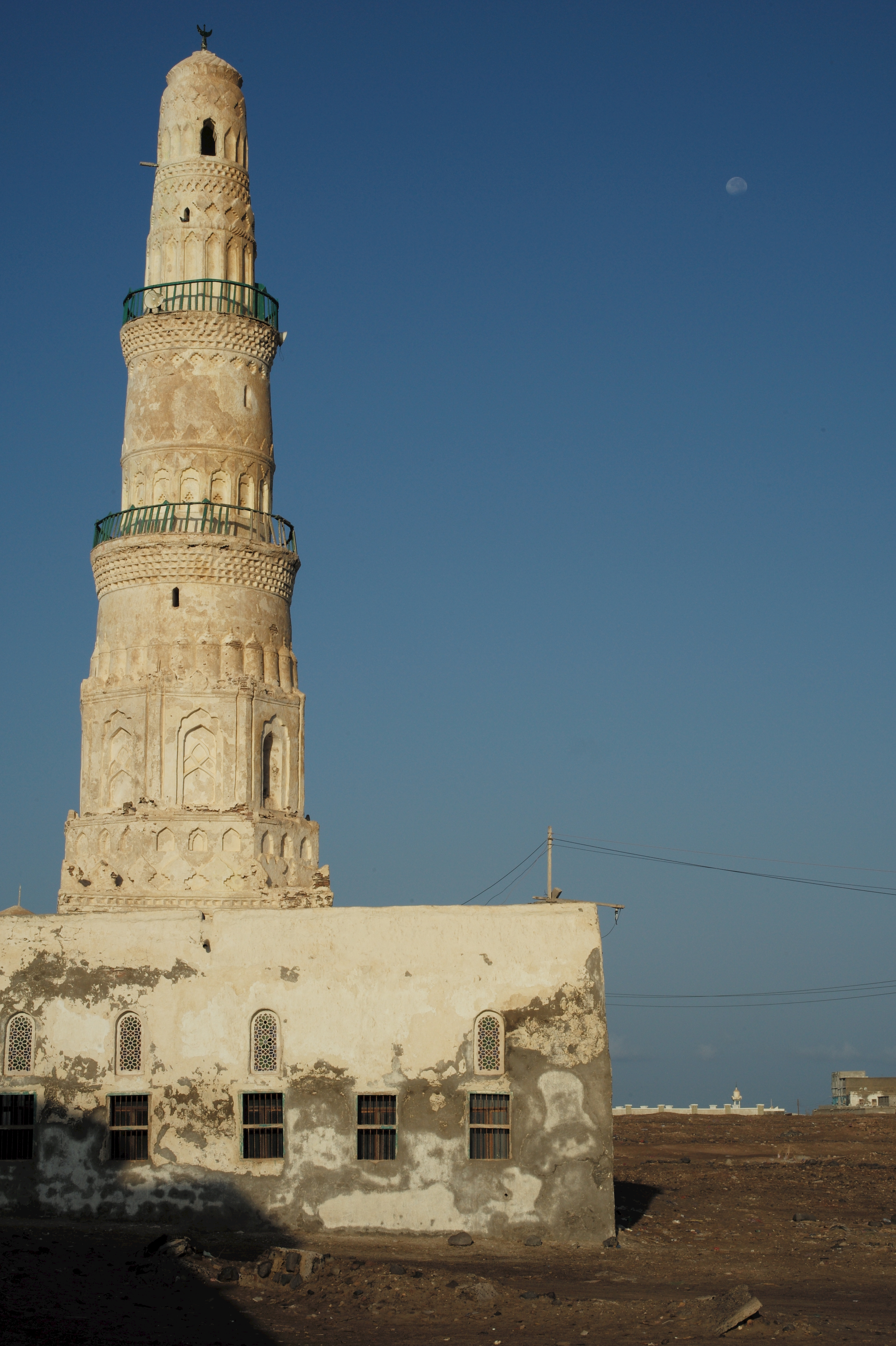
Minareto della moschea di Mokha, città portuale yemenita sullo stretto di Bab el Mandeb

Il 29 ottobre la coalizione araba bombardò un centro di detenzione degli Huthi a Al-Hudayda, uccidendo almeno 60 detenuti comuni. Il 14 novembre la coalizione araba bombardò un convoglio di camion di trasporto merci, uccidendo 13 civili.
Il 22 febbraio le forze lealiste combatterono contro i ribelli Huthi presso la città portuale di Mokha; negli scontri perse la vita un alto ufficiale dell'esercito yemenita assieme ad altri 18 soldati, ed altri 30 furono feriti, mentre sul fronte opposto morirono 21 miliziani ribelli ed altri 23 furono feriti. I combattimenti proseguirono il giorno seguente a nord e ad est di Mokha, causando la morte di 7 soldati lealisti e 16 miliziani ribelli. Le forze lealiste avanzarono a nord di 14 km, fino alla località di Yakhtul, e ad est di 10 km, grazie al sostegno dell'aviazione saudita, riprendendo posizioni a Jebel Al-Nar e un avamposto del campo militare Khaled. L'aviazione della coalizione saudita bombardò anche il porto di Al-Hudayda, causando la morte di 7 miliziani ribelli e il ferimento di altri 15.
Il 24 febbraio vi furono combattimenti tra forze lealiste e ribelli Huthi e bombardamenti sauditi anche nei governatorati di Abyan e di al-Bayda, causando rispettivamente 40 e 26 vittime, oltre ad almeno 8 morti e 3 feriti in un attacco suicida con autobomba contro l'ingresso di un campo militare a Abyan, ed un convoglio di 9 miliziani ribelli uccisi in un'imboscata da combattenti tribali nel distretto di Sawmaa. I ribelli Huthi lanciarono colpi di mortaio contro Ma'rib, causando la morte di 5 persone e il ferimento di 4.
Il 6 marzo l'aviazione della coalizione araba bombardò nuovamente Al-Hudayda mentre proseguivano i combattimenti nei dintorni di Mokha, durante i quali furono uccisi 22 ribelli Huthi. Il 10 marzo la coalizione araba bombardò un mercato nella città di Khukha, a sud di Al-Hudayda, uccidendo 6 miliziani ribelli, ma anche 22 civili. I ribelli Huthi lanciarono una controffensiva per riprendere Yakhtul, a 14 km da Mokha, durante la quale morirono 7 soldati lealisti e 8 miliziani ribelli.
Il 17 marzo gli Huthi lanciarono missili contro la moschea di un accampamento ad est di Sana'a, uccidendo 26 soldati yemeniti e ferendone 40. Il 24 marzo vi furono combattimenti anche nel governatorato di Shawba, nei quali morirono almeno 20 miliziani ribelli e 7 soldati lealisti.
Il 9-10 aprile l'aviazione della coalizione araba bombardò le postazioni Huthi ai confini del governatorato di Ta'izz con quello di Lahij e con quello di al-Hudayda, uccidendo 28 miliziani ribelli, distruggendo 9 dei loro veicoli e 3 basi di razzi Katjusha. Gli Huthi attaccarono Aden, uccidendo 10 soldati lealisti e ferendone 15. L'11 aprile la coalizione araba eseguì un'operazione terrestre contro gli Huthi, nella quale morirono 5 soldati sudanesi e 22 furono feriti.
Il 12 aprile ripresero i combattimenti ed i bombardamenti della coalizione araba a sud-est di Mokha, nei quali morirono almeno 15 miliziani ribelli e 3 soldati lealisti. Il 18 aprile, un elicottero della coalizione araba fu abbattuto dai ribelli nel governatorato di Ma'rib, causando la morte di 12 soldati sauditi, tra cui 4 ufficiali.

#### Bombardamenti statunitensi contro AQAP
Nel marzo 2017, il nuovo Presidente degli Stati Uniti Donald Trump autorizzò un intensificarsi dei bombardamenti statunitensi in diversi scenari internazionali, nell'ambito della lotta al terrorismo islamico.
Il 2 marzo, una serie di oltre venti bombardamenti americani colpirono membri di Al-Qaida nei governatorati meridionali di Abyan e di Shabwa e in quello centrale di al-Bayda, uccidendo almeno dodici jihadisti, il giorno seguente altri bombardamenti nel governatorato di Shabwa colpirono la località di d'Al-Sayd, residenza di un dirigente locale di AQAP, Saad Atef.
Il 5 marzo, a nord della città costiera di Shaqra, nel governatorato di Abyan, miliziani di Al-Qaida spararono a soldati dell'esercito lealista, uccidendone cinque, provocando in rappresaglia almeno altri cinque bombardamenti americani nei governatorati di Shabwa e di al-Bayda, ed altri bombardamenti il giorno successivo nella località di al-Nasl, nel governatorato di Abyan. Il bilancio di questi raid era 22 jihadisti morti e due civili. 
 Il 9 marzo il responsabile locale di Al-Qaida, Qassem Khalil, fu ucciso da un altro attacco con drone, anch'esso di provenienza americana, presso la città di Wadhie nel governatorato di Abyan. Il 14 marzo due jihadisti di Al-Qaida furono uccisi da un altro bombardamento, nel governatorato di Hadramawt. Dall'inizio di marzo, i bombardamenti statunitensi, principalmente con droni, avevano superato il numero di 40, uccidendo almeno 25 jihadisti.
Il 27 marzo, jihadisti di Al-Qaida attaccarono la sede dell'amministrazione locale del governatorato di Lahij, causando un totale di 20 morti, di cui 6 soldati e 4 civili. Due giorni dopo, bombardamenti statunitensi con droni contro Al-Qaida nei governatorati di Shabwa e di Abyan fecero 5 morti. Due giorni dopo un altro bombardamento americano con drone nella località di Mozno, nel governatorato di Abyan, uccise il capo locale di Al-Qaida, Waddah Mohamed Amsouda, e altri due jihadisti.
Nei giorni 1-3 aprile, l'aviazione americana effettuò altri 20 raid aerei contro militanti di Al-Qaida; nei giorni 5-6 aprile, altri bombardamenti con droni americani colpirono due responsabili locali di Al-Qaida nei governatorati di Abyan e di al-Bayda. Il numero di bombardamenti aerei da inizio marzo aveva superato il numero di 70.
Nella notte del 18 aprile, altri due bombardamenti americani con droni uccisero 5 membri di Al-Qaida in località Mayfaa, nel governatorato di Shabwa, ed in località Al-Jalal, nel governatorato di Ma'rib. Il 23, 29 e 30 aprile, altri attacchi con droni uccisero rispettivamente 5, 3 e 5 jihadisti di Al-Qaida nei governatorati di Shabwa e di Ma'rib.
Il 23 maggio un bombardamento aereo, seguito da un'operazione di terra congiunta dell'esercito americano e yemenita, uccise 7 jihadisti di Al-Qaida nel governatorato di Ma'rib, ad est di Sanaa.
Il 2 agosto 2017, forze yemenite sostenute dagli Emirati Arabi Uniti lanciarono un'offensiva via terra contro Al-Qāʿida nella Penisola Arabica nel governatorato di Shabwa. Con l'eccezione di un attentato suicida che uccise 7 soldati e ne ferì altri 9, i jihadisti ripiegarono senza opporre resistenza verso il governatorato di Abyan. L'offensiva proseguì nei giorni successivi nel governatorato di Abyan, ma il 13 settembre i jihadisti di AQAP si ritirarono anche dalla zona di al-Wadea ripiegando verso la zona di al-Mahfad.
L'arretramento di Al-Qaida nei governatorati orientali costituì una premessa anche per l'affermazione del Movimento per lo Yemen del Sud.

#### Battaglia di Sanaa tra gli Huthi e l'ex presidente Saleh

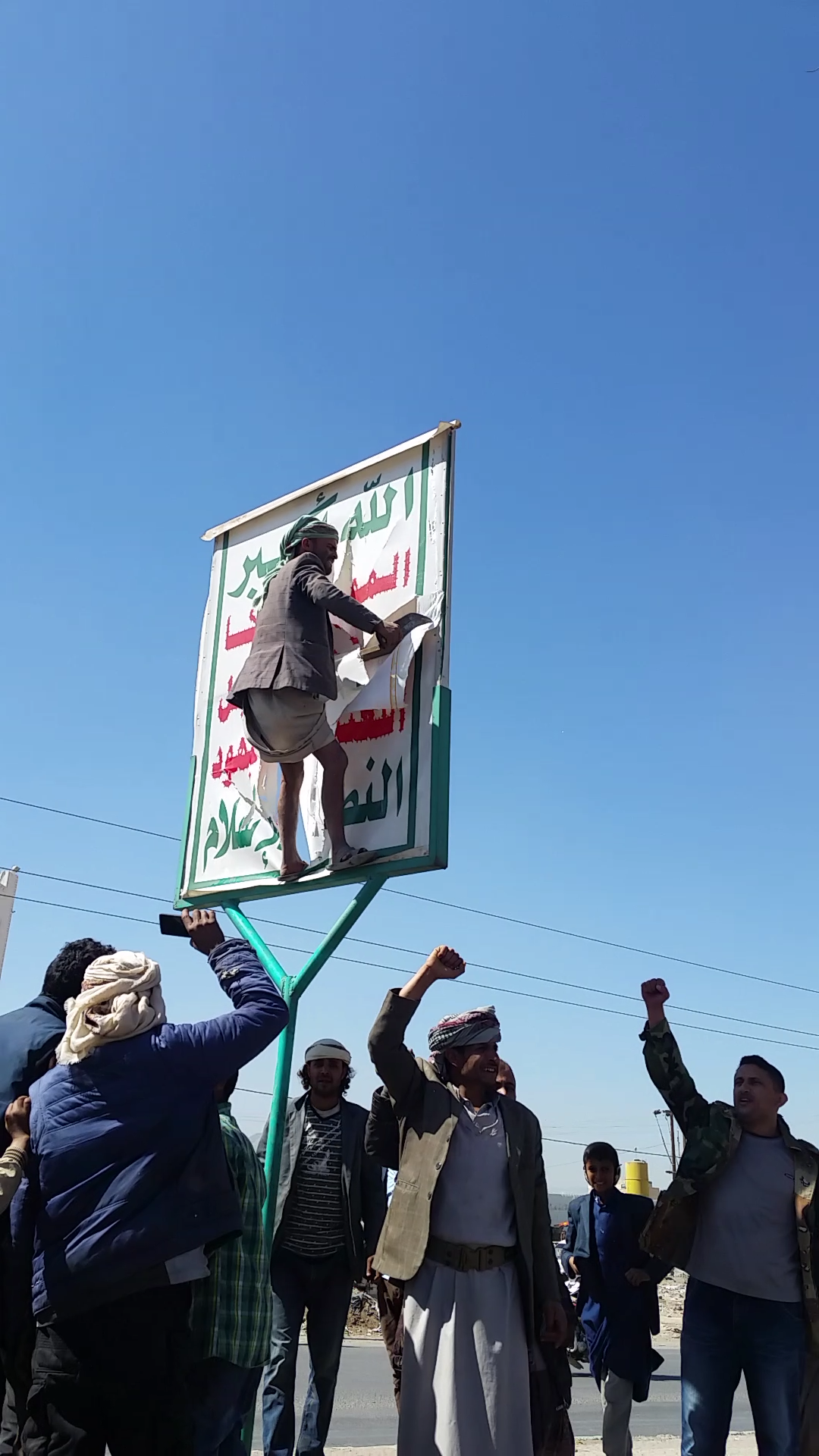
Partigiani di Ali Abdallah Saleh rimuovono la bandiera degli Huthi (2 dicembre 2017)

Il 25 marzo 2017 un tribunale controllato dagli Huthi decretò che alcuni alti responsabili lealisti, tra cui il presidente 'Abd Rabbih Mansur Hadi, Riad Yassin e Ahmed Awad ben Mubarak, fossero "condannati a morte" per "alto tradimento", con la motivazione di aver "usurpato il titolo di Presidente alla fine del suo mandato, partecipato all'aggressione dello Yemen ed aver violato l'integrità territoriale della Repubblica yemenita". Il 26 marzo, nel secondo anniversario dell'inizio delle operazioni della coalizione, gli Huthi organizzarono una manifestazione di protesta a Sana'a. Il 29 marzo gli Huthi beneficiarono dell'aiuto dell'Iran per l'installazione, nel distretto di Bab Al-Mandeb, di missili di difesa costiera, radar, mine e battelli bomba. Il fatto avrebbe costituito, secondo il generale Joe Votel, capo delle forze americane in Medio Oriente, una minaccia per "il commercio, le navi e le operazioni militari nella regione".
     Zona controllata dal Congresso Generale del Popolo
     Zona controllata dagli Huthi

Situazione a Sanaa nel corso della battaglia di Sanaa.
Zona controllata dal Congresso Generale del Popolo
Zona controllata dagli Huthi

A partire dall'aprile 2017, l'alleanza di governo tra gli Huthi e i partigiani dell'ex presidente yemenita Ali Abdallah Saleh (destituito a seguito della presa del potere da parte di Hadi nel 2012) mostrò segni di crisi. Gli Huthi iniziarono ad imporre i loro membri nel governo, nelle televisioni e nell'esercito, epurando i partigiani dell'ex presidente Saleh: in particolare il 6 aprile il primo ministro Abdel Aziz ben Habtur fu costretto dagli Huthi alle dimissioni, mentre a maggio il capo politico degli Huthi, Saleh al-Sammad, impedì al Congresso Generale del Popolo di nominare Hisham Sharaf Abdallah, già Ministro degli Esteri, anche Ministro della Pianificazione.
Inoltre il giornalista dissidente Yahya al-Jubayhi, detenuto da circa otto mesi, venne condannato a morte per spionaggio il 13 aprile 2017, suscitando la censura dell'Unione dei giornalisti yemeniti, di Reporter senza frontiere e di Amnesty International.
In agosto vi furono scontri violenti tra le due fazioni, seguiti da una tregua, e nuovamente il 1º dicembre scoppiarono scontri violenti tra le due fazioni nella capitale, che portarono il 4 dicembre all'uccisione da parte degli Huthi di Ali Abdallah Saleh, colpevole di aver cercato di negoziare la resa con la coalizione avversaria a guida saudita.
La notizia fu data dalla rete televisiva al Massirah, controllata dagli Huthi, con un comunicato del Ministero degli Interni, che annunciava "la fine della milizia del tradimento e la morte del suo capo e di un certo numero dei suoi elementi criminali"; in seguito la notizia fu confermata anche da altre fonti.

#### Nascita del Consiglio di Transizione del Sud
Nell'aprile 2017, il Presidente della Repubblica Hadi costrinse alle dimissioni il governatore di 'Adan al Zubaydi e il suo ministro Hani ben Brik, per il loro sostegno ai separatisti del Movimento per il Sud, che protestarono con rivolte ad Aden; al Zubaydi proclamò la nascita del Consiglio di Transizione del Sud, di cui egli stesso assunse la presidenza e l'ex ministro Hani ben Brik la vicepresidenza; nel mese seguente anche l'isola di Socotra e i governatorati di Hadramawt e di Shabwa aderirono al Consiglio.Tale istituzione, federazione dei governatorati meridionali, pur restando nella coalizione a guida saudita alleata del presidente Hadi, era politicamente sostenuta dagli Emirati Arabi Uniti per opporsi al partito al Islah, di cui Hadi era capo, in quanto legato ai Fratelli Musulmani.
Nel novembre 2017, il Consiglio di Transizione del Sud espresse un proprio Parlamento del Sud composto di 303 membri, con Ahmed Sayyd ben Brik presidente. Nel gennaio 2018, esso inviò un ultimatum al presidente Hadi, ingiungendogli di deporre il governo di Ahmed ben Dagher e sostituirlo con un governo tecnico, in caso contrario avrebbe dato il via ad una secessione; al rifiuto di Hadi, le milizie separatiste occuparono la sede del governo ad Aden esprimendo un governo da loro nominato.
Il Governo del Sud fu sostenuto anche militarmente dagli Emirati Arabi Uniti, che operavano nel Sud dello Yemen già dal 2015 nell'ambito della coalizione a guida saudita in qualità di alleati del presidente Hadi; essi controllavano in particolare l'isola di Socotra, dove avevano costruito infrastrutture, stretto contratti di lavoro e censito la popolazione. Nel maggio 2018, gli Emirati Arabi Uniti occuparono militarmente Socotra senza alcuna autorizzazione da parte di Hadi.

#### Nuovi bombardamenti sauditi
La coalizione araba proseguiva i bombardamenti contro gli Huthi, che risposero nel marzo 2018 con lanci di missili dal governatorato di Sa'da, alla frontiera con l'Arabia Saudita, diretti in territorio saudita. In aprile, nella zona di frontiera vi furono anche combattimenti sul campo, durante i quali fu ucciso il generale maggiore della Guardia repubblicana degli Huthi, Hussein al-Kubari.
Il 19 aprile il capo politico degli Huthi, Saleh Ali al Sammad, venne ucciso da un raid saudita su Sana'a; gli successe Mehdi Hussein al Mashat. Il 27 aprile un altro bombardamento saudita colpì il Ministero degli Interni di Sana'a durante una riunione politica, uccidendo 38 Huthi, tra cui molti capi. Questo fu rivendicato dall'Arabia Saudita come il maggior successo della coalizione dopo tre anni di guerra. Gli Huthi risposero lanciando otto missili verso l'Arabia saudita. Negli stessi giorni, le forze di sicurezza del governo fucilarono l'emiro del Daesh nella regione di Aden, Saleh Nasser Fadhl al-Bakshi.
Secondo il giornale The New York Times forze speciali americane sarebbero state dispiegate lungo la frontiera tra Arabia Saudita e Yemen per proteggerla dagli Huthi e per aiutare i sauditi a trovare i nascondigli dei loro missili.

#### Offensiva governativa su Al-Hudayda

Offensiva verso il porto di Al-Hudayda

La campagna militare della coalizione leale al presidente Hadi per la riconquista della città portuale di Al-Hudayda ai ribelli Huthi ottenne dei progressi a partire dalla presa di Al-Khokha nel dicembre 2017, seguita da Hays e Tahtia.
A maggio 2018, le forze lealiste giunsero in vista di Al-Hudayda, e il 12 giugno lanciarono l'ultimatum agli Huthi ingiungendo loro di lasciare la città prima di iniziarne l'assalto, che ebbe inizio il giorno successivo.
Il 25 giugno l'esercito lealista avanzò anche nel governatorato di Sa'da a partire dalla frontiera saudita, uccidendo 8 miliziani di Hezbollah alleati degli Huthi.
A luglio 2018 vi fu una tregua nei combattimenti attorno ad Al-Hudayda, e l'inizio di trattative diplomatiche per la resa degli Huthi, tuttavia i colloqui di pace, programmati per settembre a Ginevra, non ebbero luogo a causa del rifiuto della delegazione Huthi di lasciare Sana'a, non avendo ricevuto dall'ONU sufficienti garanzie per la propria incolumità e per il trasporto di miliziani feriti in Oman per esservi curati.
Il 7 ottobre gli Huthi repressero sollevamenti popolari nella capitale Sana'a, causati dalla mancanza di beni di prima necessità.
L'11 novembre bombardamenti sauditi sulla città di Al-Hudayda fecero almeno 150 vittime, con l'obiettivo dichiarato di rafforzare la propria posizione negoziale nei prossimi colloqui previsti a Stoccolma; il 12 novembre i sauditi acconsentirono a una fragile tregua nei bombardamenti e alla richiesta degli Huthi concernente il trasferimento di 50 miliziani feriti in Oman per ricevere cure mediche. La pressione occidentale sull'Arabia Saudita è incrementata a seguito dell'omicidio del giornalista saudita Khashoggi nell'ambasciata di Istanbul il 2 ottobre, e del rinnovo del Congresso USA nelle elezioni di mid-term a novembre, che dovrà valutare se confermare o meno il supporto americano alla coalizione saudita-emiratina. Il Ministro degli Esteri britannico Jeremy Hunt ha dichiarato che 8.5 milioni di yemeniti soffrono la fame, mentre il colera progredisce a un tasso di 14'000 contagi la settimana, mentre l'inviato dell'ONU per gli aiuti umanitari Mark Lowcock ha segnalato che 18 milioni di yemeniti, pari al 60% della popolazione, non ha assicurato il nutrimento a causa della povertà e della guerra in corso, e che attualmente l'80% degli aiuti umanitari passa per il porto di Al-Hudayda.
Il 28 novembre intanto il Senato americano ha approvato una mozione per il ritiro del sostegno americano alla coalizione a guida saudita in Yemen.

### Quarta tregua (2018 - 2019)
A seguito del ritiro degli USA dall'accordo JPCOA sul nucleare nel maggio 2018 e l'inasprimento delle sanzioni  all'Iran in vigore dal novembre 2018, concernenti le esportazioni di petrolio, lo stretto di Hormuz, alla frontiera delle acque territoriali iraniane, è presidiato da navi USA che garantiscono l'attuazione dell'embargo all'Iran. La rinegoziazione dell'accordo sul nucleare e del blocco commerciale è volta a richiedere all'Iran la sospensione del sostegno militare al governo siriano di al-Asad e ai ribelli Huthi in Yemen.
Il 6 dicembre 2018 iniziano a Stoccolma colloqui di pace tra governativi e ribelli Huthi, che portano a un accordo per un cessate il fuoco di sei mesi che prevede il ritiro dei miliziani Huthi dal porto di al-Hudayda, non senza la garanzia, richiesta dagli Huthi, della supervisione dell'ONU.A seguito dell'arrivo degli osservatori ONU, il porto di al-Hudayda è abbandonato dagli Huthi nel maggio 2019.
Combattimenti proseguono in altre parti della linea del fronte, con attacchi degli Huthi all'aeroporto civile di Najrān, il 23 maggio, ed a quello di Abha, il 12 giugno, entrambi in Arabia Saudita.
Il 14 maggio 2019 gli attacchi di pirati a quattro petroliere nel golfo Persico, portano ad ulteriori inasprimenti delle sanzioni contro l'Iran, mentre gli Emirati Arabi Uniti si defilano dalla coalizione a guida saudit operante in Yemen ritirando mezzi e truppe dalle coste del Mar Rosso.
Il 1º marzo 2020 gli Huthi conquistano al-Hazm, capoluogo della provincia di al-Jawf ed entro aprile altri 12 villaggi in province vicine, portando tutto lo Yemen settentrionale, tranne il governatorato di Marib, sotto il loro controllo.

### Quinta tregua (2022 - 2024)
Nel gennaio 2022 un cessate il fuoco riapre le trattative tra Huthi e Sauditi, rinnovato in marzo per il ramadan, che porta il 7 aprile alle dimissioni del presidente Abd Rabbuh Mansur Hadi a favore di un Consiglio di direzione presidenzale. Il cessate il fuoco viene prolungato di due mesi in due mesi fino al mese di ottobre, quando i negoziati sono sospesi.
In aprile 2023 si effettuano scambi di prigionieri tra Huthi e governo per circa 900 unità.
L'inizio di un nuovo conflitto in Palestina nell'ottobre 2023 e i conseguenti attacchi navali nel Mar Rosso portati avanti dagli Huthi in sostegno della causa palestinese, hanno portato Stati Uniti e Regno Unito a bombardare in gennaio 2024 le postazioni Huthi sul mar Rosso, mentre da dicembre 2023 è stato siglato un nuovo cessate il fuoco tra Huthi e governo in vista di un processo di pace.
Il 27 maggio 2024 nel quadro d'una iniziativa umanitaria unilaterale gli Huthi liberano 100 detenuti nel carcere di Sanaa restituendoli alle loro famiglie.
Il 16 aprile 2025, il governo dello Yemen annuncia una grande offensiva verso Al-Hudaydah.